# 酒醸
酒醸（チューニャン、拼音: Jĭuniàng、簡体字中国語: 酒酿、繁体字中国語: 酒釀）とは、米から作った中国の発酵食品で、天然甘味料でもある。

## 概要
糯米 (もち米) を米麹の酵素で糖化させて作る。
食品としてはそのまま器に入れて匙を使って食べる。同類である日本の甘酒のような味である。クコの実などをトッピングすることがある。酒醸に白玉を入れたものは酒醸団子（酒酿圆子）と呼び、ポピュラーなデザートである。
また酒醸は調味料としても使われる。エビチリなど豆板醤を用いる料理等に入れ、辛味を引き立てるとともに、全体の味をマイルドにする効果がある。砂糖が高価で貴重であった時代にはよく使われた。

## 類似のもの
類似する日本のものに白酒、甘酒がある。酒醸と違い飲み物なので濃度が薄いが製法的には共通の要素が大きい。
白酒と甘酒は近年は混同されることが多いが本来別物である。ともに米と麹を使用するが、白酒は数週間かけて常温で熟成発酵させるのに対し、甘酒（酒粕に砂糖を加える製法を除く）は高温にして一日で発酵させるものである。酒醸は30℃程度に保ったやや温かい状態で数日の発酵なので中間の期間になる。それゆえ、ほとんどアルコールを含まない甘酒に対し、酒醸には発酵によるアルコールが含まれる。